# Manghai
Manghai (en chino, 芒海; pinyin, Máng·Hǎi ; en tai nüa, ᥛᥣᥢᥲ ᥞᥧᥒᥰ) es un poblado del Distrito Mangshi, bajo la administración directa de la Prefectura autónoma de Dehong en la provincia de Yunnan,República Popular China. Su área es de 106 km² y su población total para 2020 superó los 4 mil habitantes. 
El poblado yace en la frontera con Myanmar, frente a Monekoe, en el Estado Shan.

## Administración
El poblado de Manghai se divide en 3 localidades que se administran en  aldeas.